# Katie Shanahan
Katie Shanahan (25 de junio de 2004) es una deportista británica que compite en natación, especialista en el estilo espalda.
Ganó una medalla de plata en el Campeonato Europeo de Natación de 2022 y una medalla de plata en el Campeonato Europeo de Natación en Piscina Corta de 2023, ambas en la prueba de 200 m espalda.

## Palmarés internacional
| Campeonato Europeo                  | Campeonato Europeo | Campeonato Europeo | Campeonato Europeo |
| Año                                 | Lugar              | Medalla            | Prueba             |
| ----------------------------------- | ------------------ | ------------------ | ------------------ |
| 2022                                | Roma (Italia)      | Medalla de plata   | 200 m espalda      |
| Campeonato Europeo en Piscina Corta |                    |                    |                    |
| Año                                 | Lugar              | Medalla            | Prueba             |
| 2023                                | Otopeni (Rumania)  | Medalla de plata   | 200 m espalda      |